# Washington State Route 409
Die Washington State Route 409 (SR 409) ist eine kurze Staatsstraße im Wahkiakum County in Washington. Sie verbindet die Flussinsel Puget Island mit dem Nordufer des Columbia River.

## Streckenbeschreibung
Die SR 409 beginnt am Fähranleger auf Puget Island. Die Fähre verbindet die Insel im Columbia River mit dem Ort Westport in Oregon auf der Südseite des Flusses. Die Straße verläuft von dort gerade nach Norden über die Insel, bis sie das nördliche Ufer erreicht. Dort macht sie einen kleinen Knick nach Westen und überquert dann auf der Julia-Butler-Hansen-Brücke den Flussarm. Am Ufer erreicht die Straße die Kleinstadt Cathlamet. Als Front Road und Main Street verläuft sie dort weiter nach Norden und endet schließlich in einer Kreuzung an der Washington State Road 4.

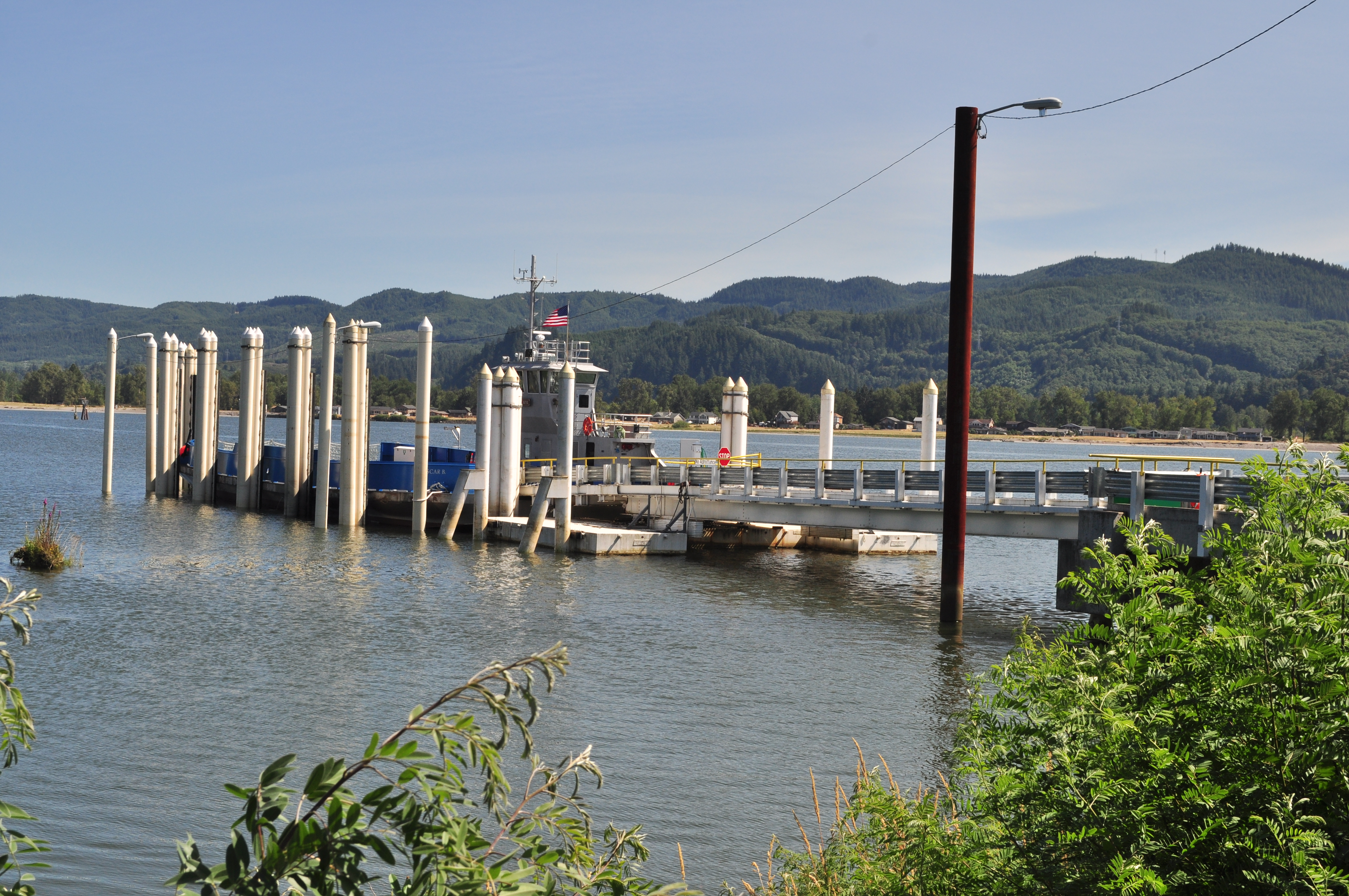
Fähranleger auf Puget Island
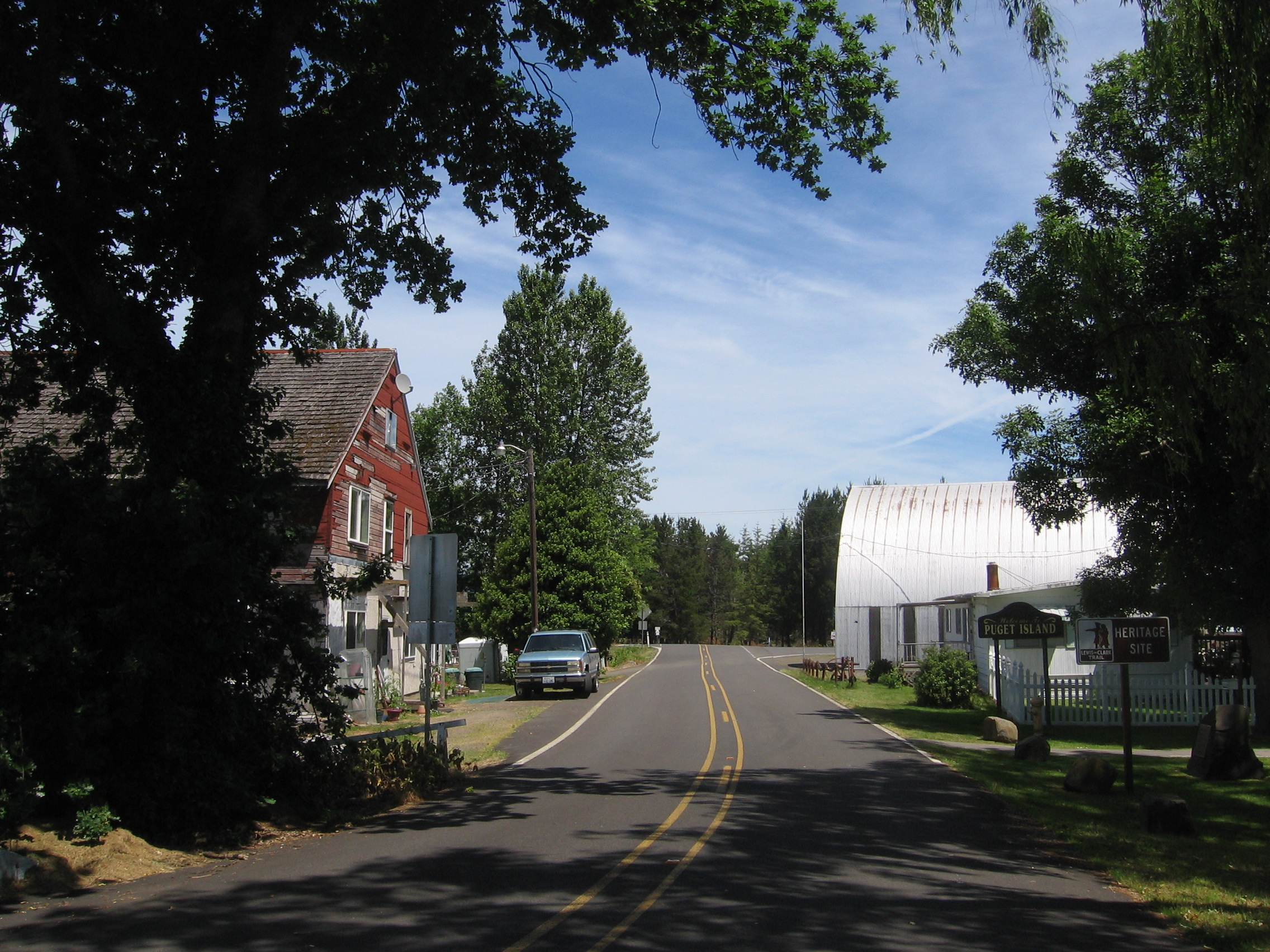
Straße auf Puget Island
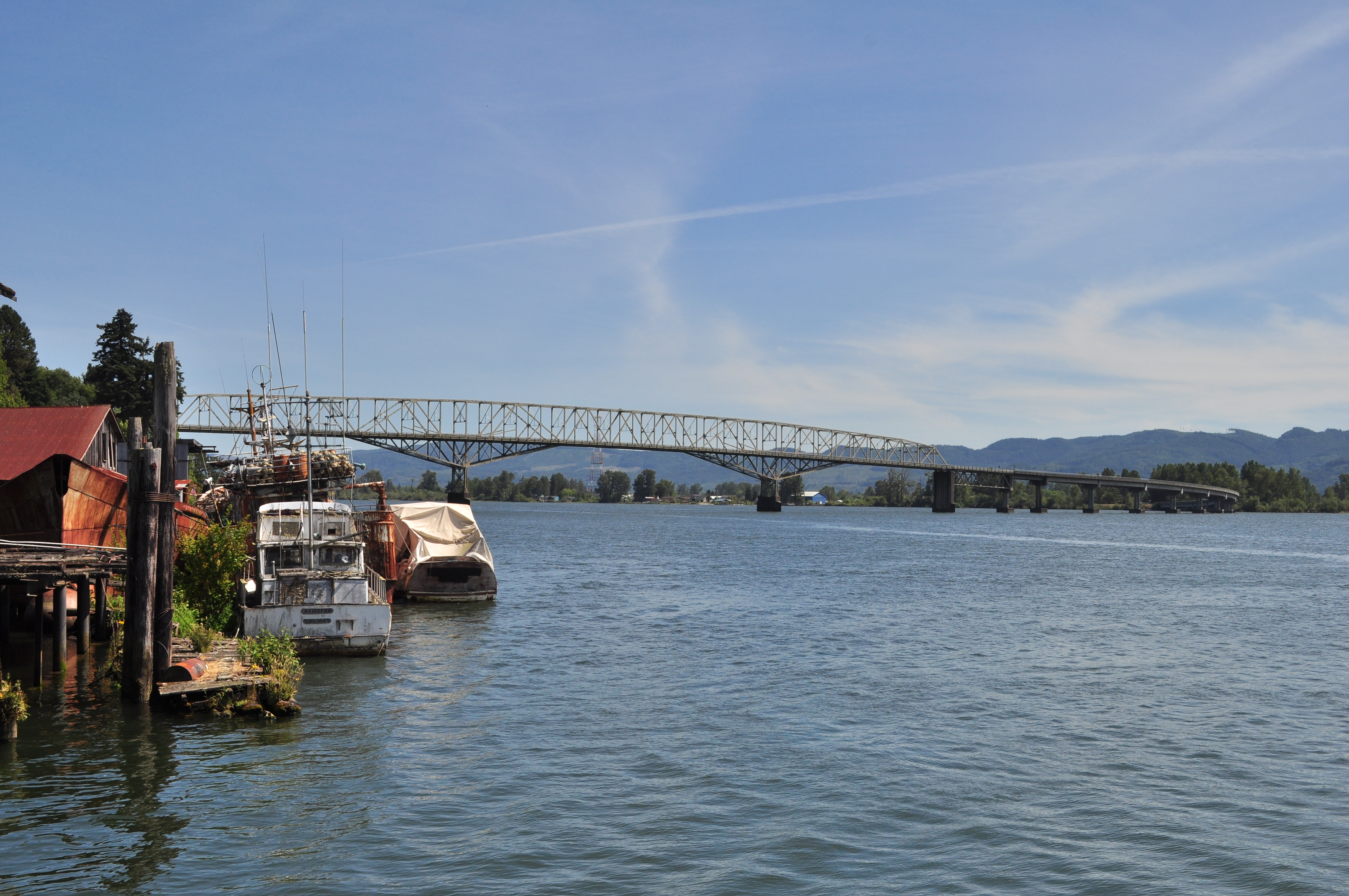
Julia-Butler-Hanson-Brücke von Cathlamet aus gesehen

## Geschichte
Die Straße auf Puget Island wurde 1925 gebaut, im gleichen Jahr begann auch der Fährbetrieb zwischen der Insel und beiden Ufern. 1939 wurde eine Brücke zwischen der Insel und dem Nordseite des Flusses gebaut, die die Fähre auf dieser Seite ersetzt. Die Brücke hieß damals Puget Island-Cathlamet Bridge, später wurde sie zu Ehren der Politikerin Julia Butler Hansen umbenannt. 1943 wurde die Straße zum Secondary State Highway 12F erhoben, 1964 erhielt sie ihre heutige Bezeichnung.